# Pierre Webó
Pierre Webó, né le 20 janvier 1982 à Bafoussam, est un footballeur international camerounais évoluant au poste d'attaquant entre 1999 et 2018 et devenu entraîneur.
Après ses débuts au Stade Bandjoun et deux années, de 2000 à 2002, remarquées au Nacional, en Uruguay, Webó passe la première moitié de sa carrière en Espagne, évoluant en Liga à Osasuna et Majorque. En 2011, il rejoint la Turquie et signe à l'Istanbul BB. Webó vit les meilleures heures de sa carrière en Süper Lig et rejoint ainsi le Fenerbahçe SK en 2013. Après des piges à Osmanlıspor et Gazişehir Gaziantep ainsi qu'un court retour au Nacional, Webó met un terme à sa carrière en 2018.
Sur le plan international, Webó représente les Lions indomptables de 2003 à 2014 et a participé à la Coupe d'Afrique des nations en 2006, 2010 ainsi qu'aux Coupe du monde de 2010 et 2014. 
En 2019, Webó se tourne vers une carrière d'entraîneur et devient adjoint à l'Istanbul Başakşehir.

## Biographie

### Carrière de joueur

#### Débuts
Pierre Achille Webó Kouamo commence sa carrière professionnelle en 1999 au Stade de Bandjoun un club de l'Ouest Cameroun. Il rejoint en 2000 le club  uruguayen de Nacional Montevideo où il évolue deux saisons pour un total de 19 buts en 30 matchs. En 2002, Webó finit meilleur buteur de la Copa Sudamericana.

#### Départ en Espagne au CA Osasuna
Webó est transféré au CA Osasuna. Dès son arrivée, il est prêté au CD Leganés où il ne s'impose pas et ne joue que sept matchs.
Il revient à Osasuna en 2003 et y évolue jusqu'en 2007, avant de quitter le club en faveur d'un autre club espagnol, le Real Majorque, en ayant laissé une trace correcte mais pas exceptionnelle, avec 22 buts en 112 matches toutes compétitions confondues.

#### Real Majorque
Avec le Real Majorque, il passe quatre saisons où il devient l'un des piliers offensifs de son équipe avec 27 buts et de multiples passes décisives en 113 rencontres.

#### Istanbul
Il s'engage en 2011 avec le club turc d' Istanbul Büyükşehir Belediyespor, moyennant un transfert de 2 millions d'euros. Dès lors, il s'impose comme l'homme fort de l'équipe en inscrivant 15 buts lors de sa première saison passée au club et devient le chouchou des supporters. Son équipe finit à la sixième place du championnat avec 50 points à son actif.
Lors de la première moitié de saison 2012-2013, Webó multiplie les belles prestations avec 9 buts en ayant joué tous les matches de la demi-saison. Ses performances ne laissent pas indifférent[pas clair] les géants d'Istanbul comme le Fenerbahçe et le Beşiktaş, mais c'est finalement le Fenerbahçe qui s'attache les services du camerounais fin janvier 2013, contre 3 millions d'euros. 

#### Fenerbahçe
Il marque son premier but au Fenerbahçe dès son premier match, face à Sivasspor mais ne peut empêcher une défaite (1-2). Fraîchement débarqué, il confirme les espoirs placés en lui en inscrivant 4 buts lors de ses huit premiers matches (trois buts en  D1 turque et un but en Ligue Europa). Avec Moussa Sow, il forme l'un des duos des plus tranchants du championnat (28 buts à eux deux). Moins rapide et technique que Sow, il demeure néanmoins un grand opportuniste, a un très bon jeu de tête, est très agile devant le but adverse et possède un grand sens du placement, ce qui compense ces défauts. Lors d'un match de Ligue Europa opposant son club au Viktoria Plzeň, il se blesse et quitte la partie prématurément. Cela ne l'empêche pas de marquer le seul but de la rencontre pour une victoire un but à zéro à l'extérieur. Il fait son retour deux semaines plus tard, tout juste pour affronter l'Akhisar Belediyespor à domicile en championnat. Son retour sera satisfaisant car il marque le premier but de son équipe qui s'impose 2-0 à la suite d'un second but de Moussa Sow. Le jeudi suivant cette rencontre, il est titulaire pour accueillir à domicile le Lazio pour le compte du match aller des quarts de finale de la Ligue Europa. Le Fenerbahçe l'emporte 2-0 et prend un grand avantage sur son adversaire avant le match retour à Rome, notamment grâce à un but sur pénalty de Webó, qui comptabilise donc 6 buts pour ses 10 premiers matchs chez les Canaris jaunes, et un but opportuniste de  Kuyt, en bon renard des surfaces. Le 12 mai, lors de la 33e journée il inscrit un doublé en trois minutes qui permet au Fenerbahçe de remporter le match qui l'opposa à son grand rival Galatasaray (2-1). Les Canaris jaunes étaient pourtant menés au score après un pénalty marqué par Burak Yılmaz. Cette saison, il a marqué 16 buts et a fait une passe décisive en 31 matchs. C'est le quatrième meilleur buteur de la ligue turque de la saison 2012-2013.
Le Camerounais inscrit son premier but de la saison 2013-2014 lors du match retour opposant Fenerbahçe au Red Bull Salzburg aux troisièmes tours de qualification pour la Ligue des champions (victoire trois buts à un des Canaris qui passent le tour par la même occasion).

#### Osmanlıspor
Le 24 juillet 2015, Webó rejoint l'Osmanlıspor.
Le 19 février 2017, Webó réalise une performance de haut vol face à l'Adanaspor en marquant un but et distillant quatre passes décisives, étant impliqué dans les cinq buts de son équipe.
En juin 2017, à l'expiration de son contrat, Webó n'est pas prolongé par l'Osmanlıspor et se retrouve sans club.

#### Fin de carrière
Le 6 septembre 2017, Webó s'engage en faveur du Gazişehir Gaziantep FK.
En 2018, Webó retourne dans le club de ses débuts, le Nacional, et dispute deux matchs avant de prendre sa retraite sportive.

#### Équipe nationale
Pierre Webó dispute son premier match avec l'équipe du Cameroun en 2003, lors du match organisé à Gerland par Basile Boli pour commémorer la mort de Marc-Vivien Foé. Lors des éliminatoires pour la coupe du monde 2006 et la CAN 2006, il est d'un grand secours à l'équipe nationale, dont il finit meilleur buteur avec 5 buts de la tête car sa tête est un atout majeur dans son jeu.
La Coupe d'Afrique des nations 2006 sera sa première compétition internationale, et il ne marquera malheureusement aucun but, finissant même sur une note négative : en quarts de finale, face à la Côte d'Ivoire (1-1 puis 10-11 après les tirs au but), Pierre Webó va se blesser à la cuisse et ne pourra disputer tout le match, qui verra l'élimination de l'équipe du Cameroun.
Il ne disputera pas la Coupe d'Afrique des nations 2008, blessé peu avant le début de la compétition, durant laquelle le Cameroun va échouer en finale face aux pharaons d'Égypte. Il participe également à la Coupe d'Afrique des nations 2010 puis aux Coupe du monde de 2010 et 2014.

### Carrière d'entraîneur

#### Adjoint à Başakşehir
En novembre 2019, Webó est nommé entraîneur de l'Istanbul Başakşehir, club turc de Süper Lig où il a évolué de 2011 à 2013 durant sa carrière sportive. Au terme de la saison 2019-2020, Istanbul est sacré champion de Turquie pour la première fois de son histoire.

## Controverse
Le 8 décembre 2020, lors de la 6e journée de Ligue des champions Paris SG - Istanbul Başakşehir, Webó, alors adjoint de l'entraîneur de Başakşehir Okan Buruk, exprime son mécontentement à la suite d'un tacle appuyé du Parisien Presnel Kimpembe, non sanctionné d'un carton jaune. Il est jugé trop véhément au goût du 4e arbitre, Sebastian Colțescu, qui demande à l'arbitre central Ovidiu Hațegan de le sanctionner, en lui disant, en roumain, « C’est le Noir [negru, en roumain] ici. Va voir et identifie-le. Ce gars, le Noir ». Le Camerounais, qui a cru entendre « negro », lui demande alors, furieux, « Pourquoi avez-vous dit “negro” ? ». Il le répète plusieurs fois lorsque l’arbitre arrive à son niveau. À l'initiative de Demba Ba, les deux équipes décident de rejoindre le vestiaire pour protester contre les propos jugés racistes de l'arbitre et le match ne reprendra que le lendemain, situation inédite dans la compétition et le monde du football. 
Selon des journalistes roumains, l'équipe d'arbitres auraient eux aussi été l'objet de qualificatifs racistes de la part d'un membre du staff de Başakşehir, avant et après l'incident.
L'UEFA investigué sur ce cas et a estimé que Sebastian Colțescu n'avait pas eu de conduite raciste ou discriminatoire. Elle l'a cependant suspendu d'arbitrage pour le reste de la saison, pour avoir eu un « comportement inapproprié » durant ce match.

## Palmarès
- Nacional Montevideo
  - Vainqueur du Championnat d'Uruguay (3) : 2000, 2001, 2002
- CA Osasuna
  - Finaliste de la Coupe d'Espagne : 2005
- Fenerbahçe SK
  - Vainqueur de la Coupe de Turquie : 2013
  - Vainqueur du Championnat de Turquie : 2014

## Statistiques
| Saison                | Club                  | Championnat           | Championnat | Championnat | Championnat | Coupe(s) nationale(s) | Coupe(s) nationale(s) | Coupe(s) nationale(s) | Supercoupe | Supercoupe | Supercoupe | Compétition(s) continentale(s) | Compétition(s) continentale(s) | Compétition(s) continentale(s) | Compétition(s) continentale(s) | Cameroun | Cameroun | Cameroun | Total | Total | Total |
| Saison                | Club                  | Division              | M.          | B.          | P.d.        | M.                    | B.                    | P.d.                  | M.         | B.         | P.d.       | Comp.                          | M.                             | B.                             | P.d.                           | M.       | B.       | P.d.     | M.    | B.    | P.d.  |
| 2000                  | Nacional              | D1                    | 2           | 0           | -           | -                     | -                     | -                     | -          | -          | -          | -                              | -                              | -                              | -                              | -        | -        | -        | 2     | 0     | 0     |
| 2001                  | Nacional              | D1                    | 7           | 1           | -           | -                     | -                     | -                     | -          | -          | -          | CL                             | 3                              | 0                              | -                              | -        | -        | -        | 10    | 1     | 0     |
| 2002                  | Nacional              | D1                    | 12          | 14          | -           | -                     | -                     | -                     | -          | -          | -          | CS                             | 6                              | 4                              | -                              | -        | -        | -        | 18    | 18    | 0     |
| Sous-total            | Sous-total            | Sous-total            | 21          | 15          | -           | -                     | -                     | -                     | -          | -          | -          | -                              | 9                              | 4                              | -                              | -        | -        | -        | 30    | 19    | 0     |
| 2002-2003             | CD Leganés (prêt)     | D2                    | 7           | 0           | -           | -                     | -                     | -                     | -          | -          | -          | -                              | -                              | -                              | -                              | -        | -        | -        | 7     | 0     | 0     |
| Sous-total            | Sous-total            | Sous-total            | 7           | 0           | -           | -                     | -                     | -                     | -          | -          | -          | -                              | -                              | -                              | -                              | -        | -        | -        | 7     | 0     | 0     |
| 2003-2004             | CA Osasuna            | D1                    | 28          | 4           | 2           | 1                     | 1                     | -                     | -          | -          | -          | -                              | -                              | -                              | -                              | 3        | 0        | 0        | 32    | 5     | 2     |
| 2004-2005             | CA Osasuna            | D1                    | 24          | 6           | 2           | 3                     | 0                     | -                     | -          | -          | -          | -                              | -                              | -                              | -                              | 4        | 3        | 0        | 31    | 9     | 2     |
| 2005-2006             | CA Osasuna            | D1                    | 31          | 6           | 3           | 1                     | 0                     | -                     | -          | -          | -          | C3                             | 2                              | 0                              | 1                              | 9        | 3        | 0        | 43    | 9     | 4     |
| 2006-2007             | CA Osasuna            | Liga                  | 31          | 4           | 1           | 5                     | 2                     | -                     | -          | -          | -          | C1+C3                          | 1+9                            | 0+2                            | 0                              | 5        | 4        | 0        | 51    | 12    | 1     |
| Sous-total            | Sous-total            | Sous-total            | 114         | 20          | 8           | 10                    | 3                     | -                     | -          | -          | -          | -                              | 12                             | 2                              | 1                              | 21       | 10       | 0        | 157   | 35    | 9     |
| 2007-2008             | RCD Majorque          | Liga                  | 15          | 5           | 3           | -                     | -                     | -                     | -          | -          | -          | -                              | -                              | -                              | -                              | 4        | 0        | 0        | 19    | 5     | 3     |
| 2008-2009             | RCD Majorque          | Liga                  | 33          | 5           | 2           | 6                     | 0                     | 1                     | -          | -          | -          | -                              | -                              | -                              | -                              | 3        | 0        | 0        | 42    | 5     | 3     |
| 2009-2010             | RCD Majorque          | Liga                  | 30          | 6           | 3           | 1                     | 0                     | 0                     | -          | -          | -          | -                              | -                              | -                              | -                              | 17       | 7        | 3        | 48    | 13    | 6     |
| 2010-2011             | RCD Majorque          | Liga                  | 34          | 11          | 6           | 2                     | 1                     | 0                     | -          | -          | -          | -                              | -                              | -                              | -                              | 4        | 0        | 0        | 40    | 12    | 6     |
| Sous-total            | Sous-total            | Sous-total            | 112         | 27          | 14          | 9                     | 1                     | 1                     | -          | -          | -          | -                              | -                              | -                              | -                              | 28       | 7        | 3        | 149   | 35    | 18    |
| 2011-2012             | Istanbul BB           | Süper Lig             | 36          | 15          | 8           | 1                     | 0                     | 0                     | -          | -          | -          | -                              | -                              | -                              | -                              | -        | -        | -        | 37    | 15    | 8     |
| 2012-2013             | Istanbul BB           | Süper Lig             | 18          | 9           | 2           | 1                     | 0                     | 0                     | -          | -          | -          | -                              | -                              | -                              | -                              | 1        | 0        | 0        | 20    | 9     | 2     |
| Sous-total            | Sous-total            | Sous-total            | 54          | 24          | 10          | 2                     | 0                     | 0                     | -          | -          | -          | -                              | -                              | -                              | -                              | 1        | 0        | 0        | 57    | 24    | 10    |
| 0000-2013             | Fenerbahçe SK         | Süper Lig             | 13          | 7           | 1           | 3                     | 1                     | 0                     | -          | -          | -          | C3                             | 6                              | 2                              | 1                              | -        | -        | -        | 22    | 10    | 2     |
| 2013-2014             | Fenerbahçe SK         | Süper Lig             | 26          | 9           | 3           | 1                     | 0                     | 0                     | 1          | 0          | 0          | C1                             | 4                              | 1                              | 0                              | 8        | 2        | 0        | 40    | 12    | 3     |
| 2014-2015             | Fenerbahçe SK         | Süper Lig             | 26          | 8           | 4           | 9                     | 5                     | 1                     | -          | -          | -          | -                              | -                              | -                              | -                              | -        | -        | -        | 35    | 13    | 5     |
| Sous-total            | Sous-total            | Sous-total            | 65          | 24          | 8           | 13                    | 6                     | 1                     | 1          | 0          | 0          | -                              | 10                             | 3                              | 1                              | 8        | 2        | 0        | 97    | 35    | 10    |
| 2015-2016             | Osmanlıspor           | Süper Lig             | 20          | 6           | 1           | 1                     | 0                     | 0                     | -          | -          | -          | -                              | -                              | -                              | -                              | -        | -        | -        | 21    | 6     | 1     |
| 2016-2017             | Osmanlıspor           | Süper Lig             | 29          | 9           | 7           | 2                     | 0                     | 0                     | -          | -          | -          | C3                             | 8                              | 1                              | 0                              | -        | -        | -        | 39    | 10    | 7     |
| Sous-total            | Sous-total            | Sous-total            | 49          | 15          | 8           | 3                     | 0                     | 0                     | -          | -          | -          | -                              | 8                              | 1                              | 0                              | -        | -        | -        | 60    | 16    | 8     |
| 2017-2018             | Gazişehir Gaziantep   | 1. Lig                | 21+3        | 6+1         | 2+0         | 1                     | 1                     | 0                     | -          | -          | -          | -                              | -                              | -                              | -                              | -        | -        | -        | 25    | 8     | 2     |
| 2018                  | Club Nacional         | D1                    | 2           | 0           | 0           | -                     | -                     | -                     | -          | -          | -          | CS                             | -                              | -                              | -                              | -        | -        | -        | 2     | 0     | 0     |
| Total sur la carrière | Total sur la carrière | Total sur la carrière | 445         | 131         | 50          | 38                    | 11                    | 2                     | 1          | 0          | 0          | -                              | 39                             | 10                             | 2                              | 58       | 19       | 3        | 581   | 171   | 57    |